# Ubijstvo na ulitse Dante
Ubijstvo na ulitse Dante (russisk: Убийство на улице Данте, da.: Mord på Dante gade) er en sovjetisk spillefilm fra 1956 af instrueret af Mikhail Romm.

## Medvirkende
- Jevgenija Kozyreva som Madeleine Thibault
- Mikhail Kozakov som Charles Thibault
- Nikolai Komissarov som Hippolyte
- Maksim Shtraukh som Philipp Thibault
- Rostislav Pljatt som Grin
- Anatolij Kubatskij